# Złudzenie (psychologia)
Złudzenie (iluzja) – zniekształcona interpretacja istniejących bodźców zewnętrznych; występują one również u ludzi zdrowych i nie jest objawem psychopatologicznym. W przypadku ludzi zdrowych, osoba doświadczająca złudzenia jest w stanie skorygować je z rzeczywistością (np. widząc z daleka jakiegoś człowieka, który wydaje jej się być osobą, która wyjechała z miasta rozumie, że nie może to być ta osoba – w przypadku psychopatologii wiedza o tym, że dana osoba nie może znajdować się w tym miejscu nie wystarcza).
Przykładem złudzenia jest interpretowanie ubrania położonego na krześle w ciemnym pomieszczeniu jako człowieka itp. Główną przyczyną iluzji jest pobudzenie emocjonalne oraz niedostateczna uwaga.
Poszczególne złudzenia są zwykle podobnie postrzegane przez większość ludzi. Mogą one dotyczyć każdego ze zmysłów, jednak złudzenia wzrokowe są najlepiej poznane i zrozumiane. Popularność złudzeń wzrokowych wynika z faktu, że wzrok dominuje nad innymi zmysłami. Jako przykład można podać brzuchomówcę, poruszającego ustami lalki – tak długo jak publiczność będzie widziała poruszające się usta lalki, będzie przekonana, że to lalka wypowiada słowa. Złudzenia możemy podzielić ze względu na rodzaj zmysłu na: wzrokowe, słuchowe, dotykowe, smakowe i węchowe.
Złudzenia należy odróżnić od halucynacji, które powstają bez udziału bodźców zewnętrznych.